# Zlaté Moravce
Zlaté Moravce (Duits: Goldmorawitz, Hongaars: Aranyosmarót) is een Slowaakse gemeente in de regio Nitra, en maakt deel uit van het district Zlaté Moravce.
Zlaté Moravce telt 13.612 inwoners en ligt ongeveer 120 kilometer ten oosten van de Slowaakse hoofdstad Bratislava en 32 kilometer van Nitra. De stad ligt aan de oever van de rivier Žitava.
De gemeente bestaat naast Zlaté Moravce uit de dorpjes Chyzerovce (sinds 1970) en Prílepy (sinds 1960). Van 1975 tot 2002 behoorde ook de gemeente Žitavany tot de gemeente Zlaté Moravce.

## Geschiedenis
De plaats wordt voor het eerst in 1113 vermeld als Morawa (stad van de Moraviërs). Moravce was een veel voorkomende naam voor nederzettingen in Slowakije en betekent nederzetting van de Moraviërs. De toevoeging Zlaté (gouden) werd later toegevoegd om de naam van de nederzetting te onderscheiden van andere Moravce's.
Rivieren in de omgeving (Žitava, Zlatnanka) stonden in het verleden bekend bekend vanwege goudwassen.
Tussen het jaar 1000 en 1920 was de stad onderdeel van Hongarije. De stad was sinds de 18e eeuw de hoofdstad van het Hongaarse comitaat Bars. In de stad staat nog het voormalige comitaatshuis.
In 1910 verklaarde de meerderheid van de bevolking Hongaar te zijn, een minderheid was Slowaak. In 2011 woonden er nog slechts 70 Hongaren in de stad.

## Sport
FC ViOn Zlaté Moravce is de betaaldvoetbclub van de stad en won in 2007 de Slovenský Pohár.

## Geboren
- Ján Kocian (1958), Slowaaks voetballer en voetbalcoach
- Miloš Glonek (1968), Slowaaks voetballer

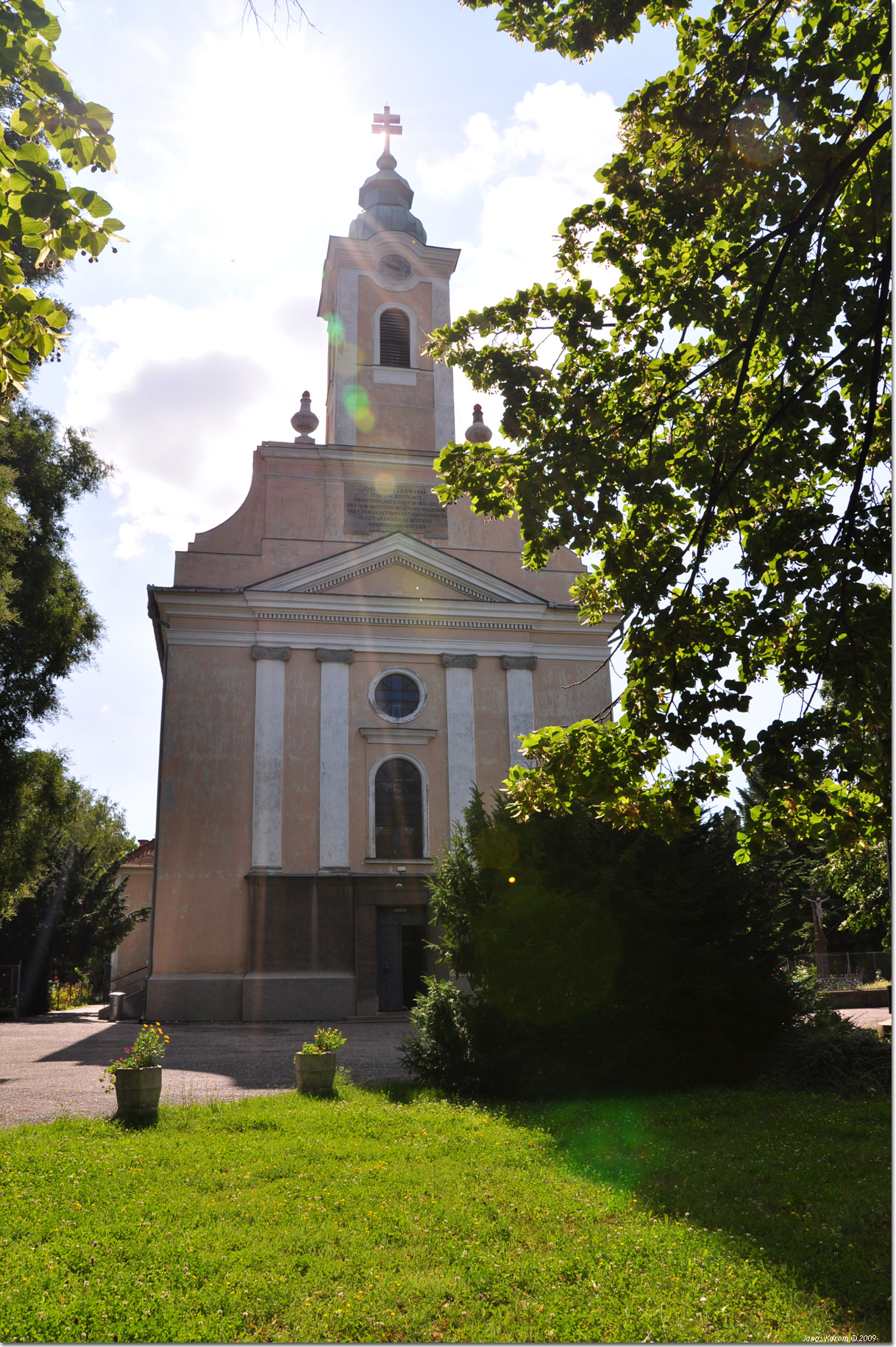
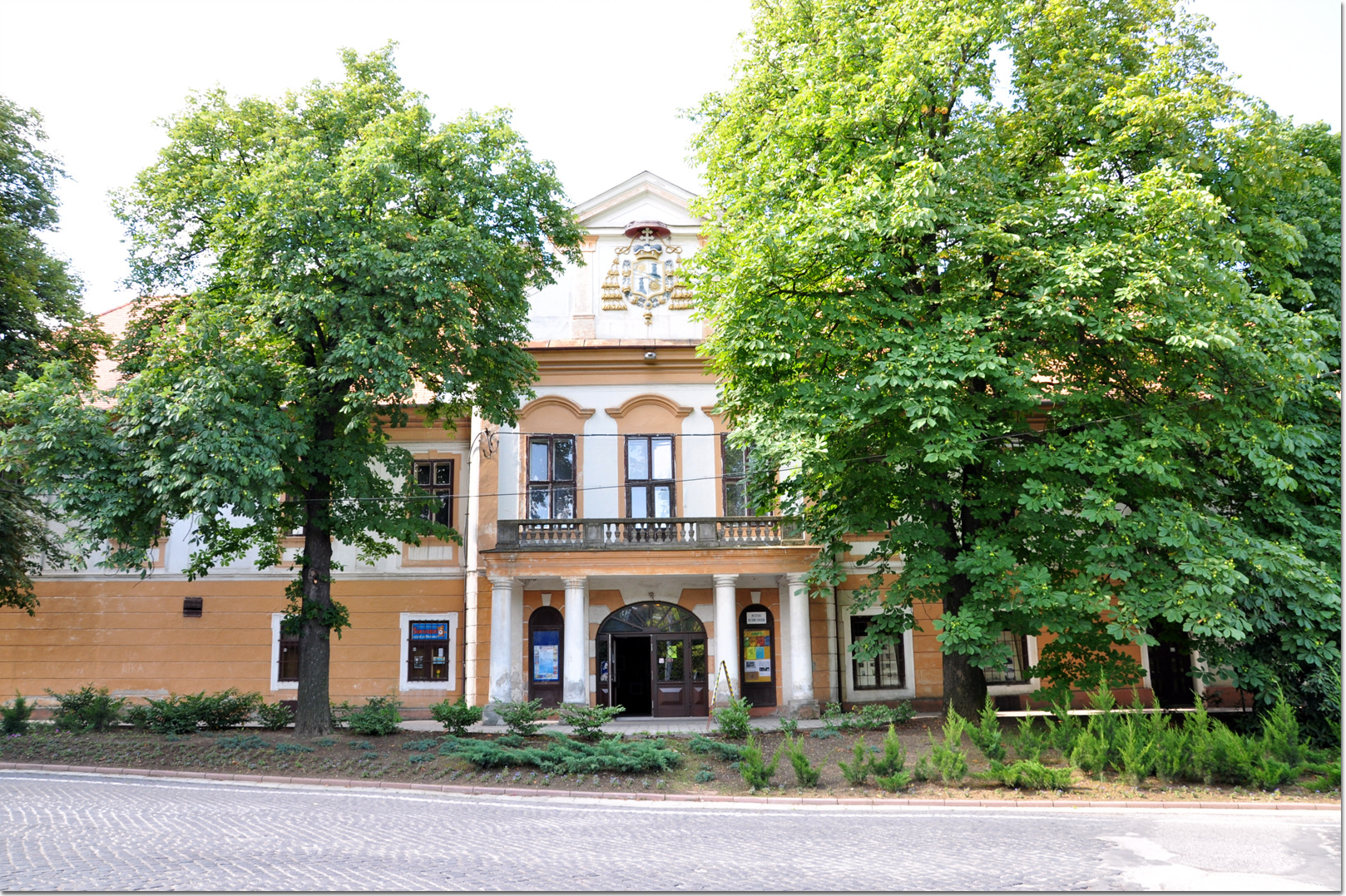
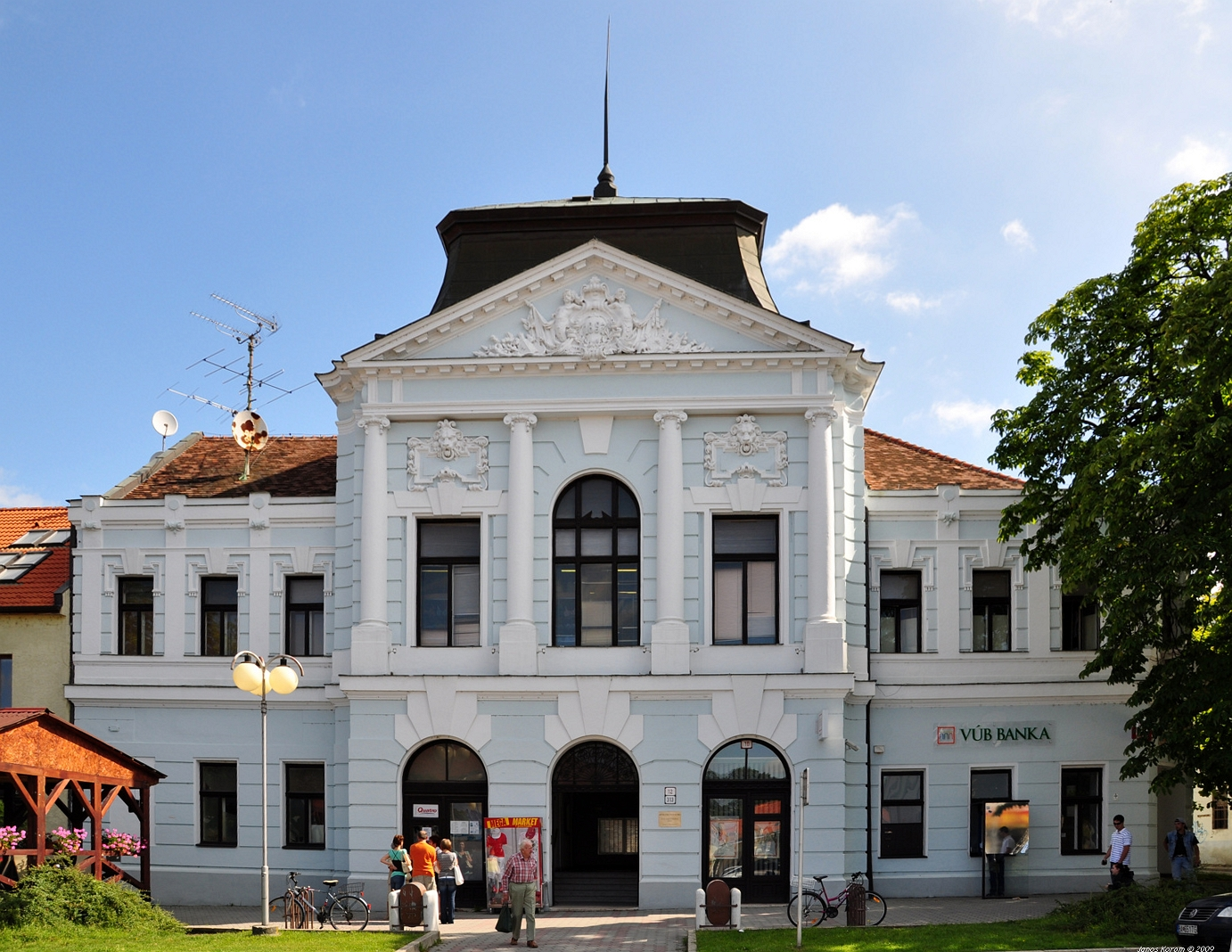
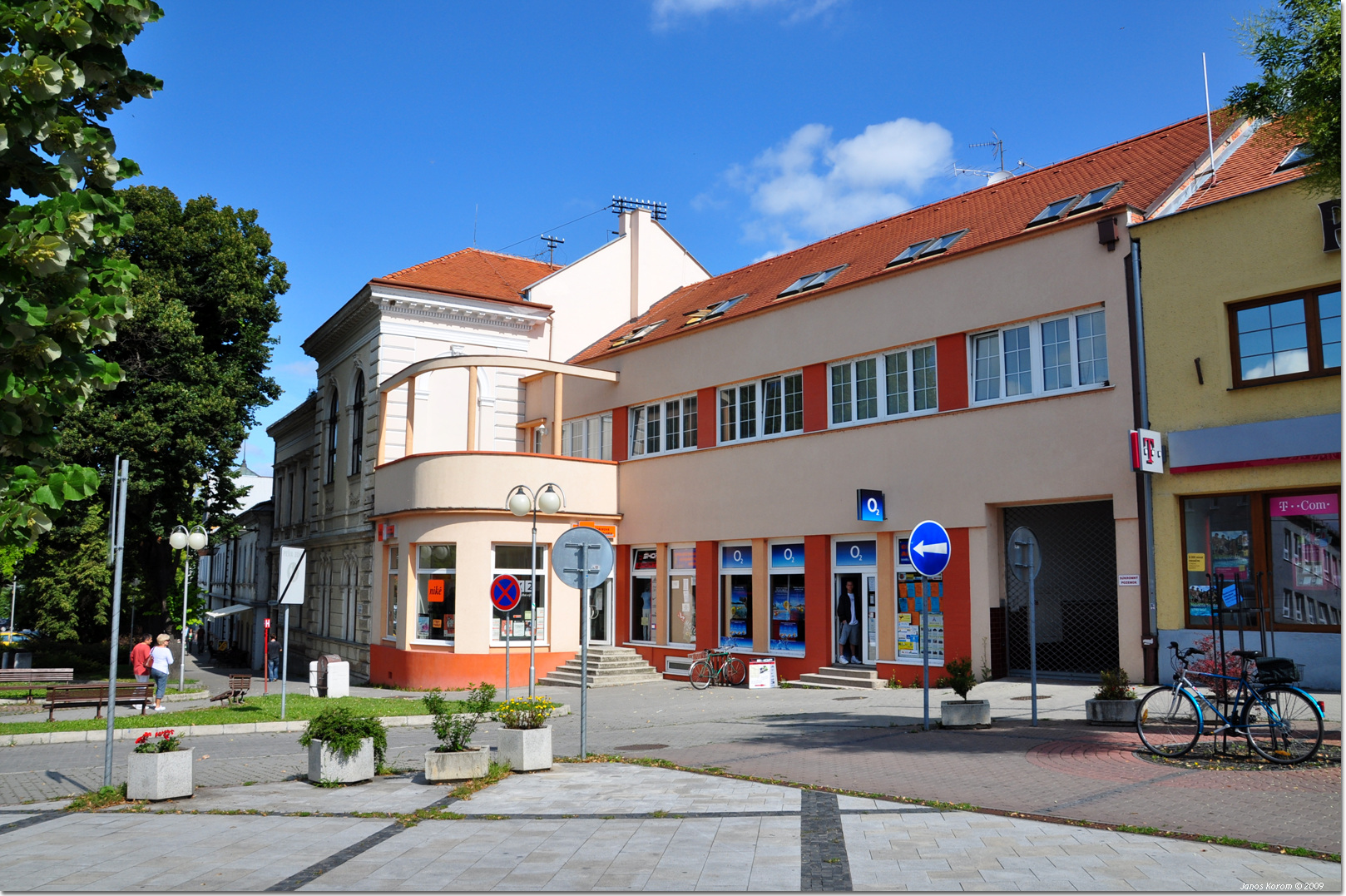
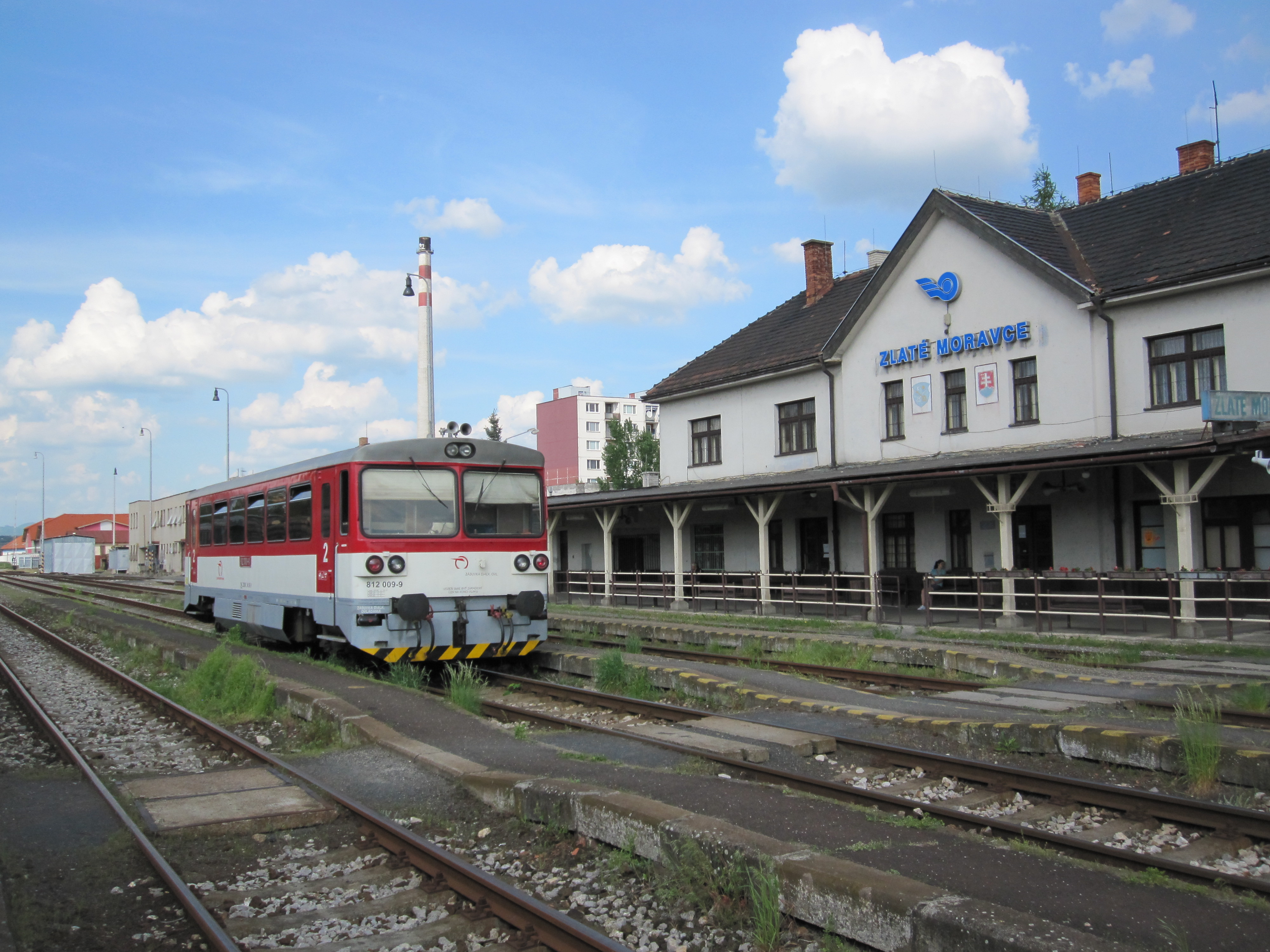
Station
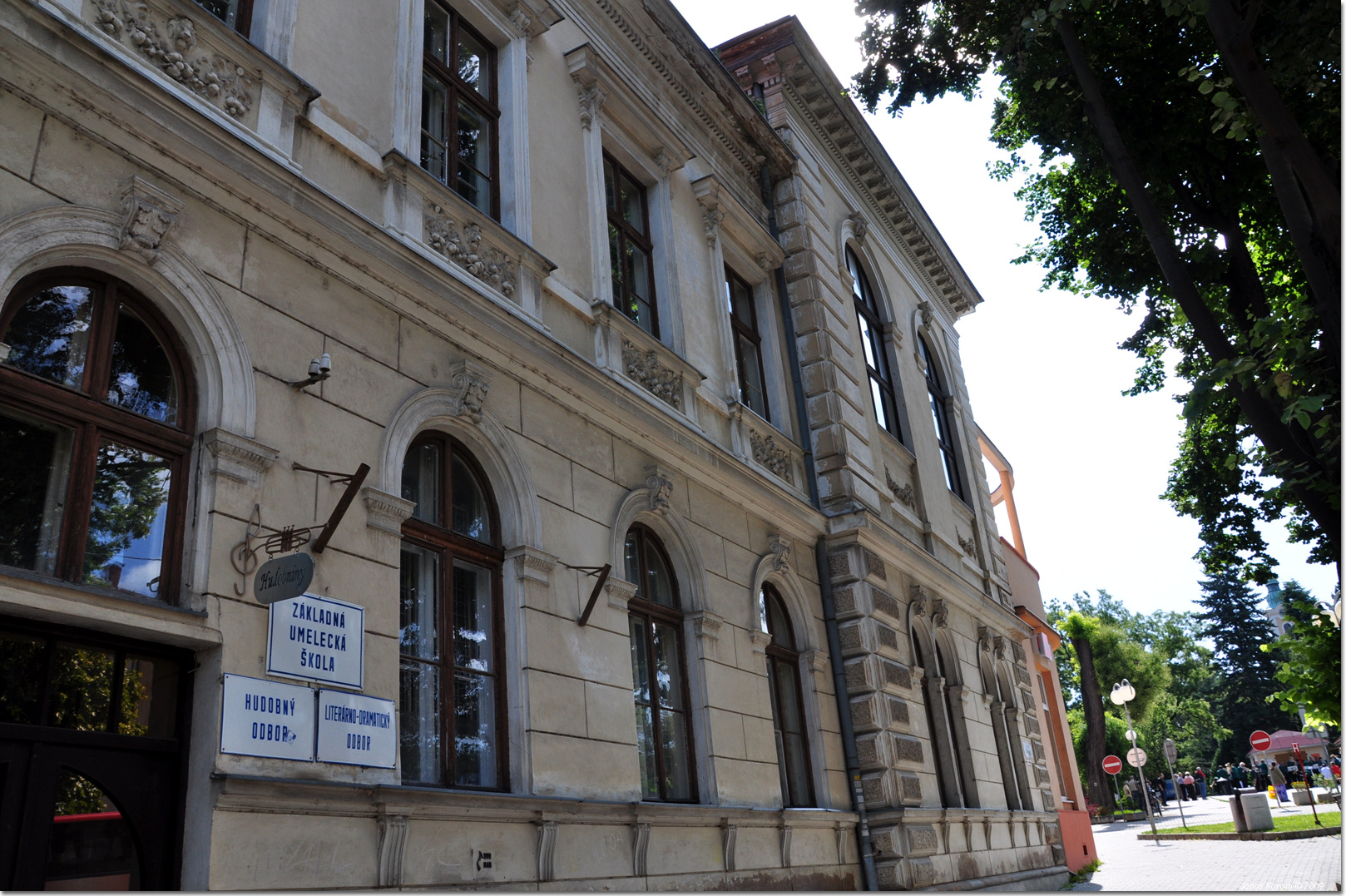